# Karakter (magazin)
Karakter je politički magazin u Srbiji. Izlazi jednom mesečno. Prvi broj je izašao u decembru 2019. godine. Časopis je osnovao novinar Nenad Čaluković.  

## Stav uredništva
Magazin se bavi ozbiljnim fenomenima i ključnim problemima u politici, društvu, kao i ljudima koji zaslužuju veću medijsku pažnju. Magazin je namenjen političkoj, intelektualnoj, poslovnoj, kulturnoj eliti, ali i ljudima koji odlučuju ili do sada, neopravdano, nisu dobijali medijski prostor. U fokusu Karaktera su žene iz svih sfera društva, kao i mladi koji mogu da promene zloslutna očekivanja o nespokojnoj budućnosti. Značajan segment u Karakteru, pored politike i kulture, imaju socijalno-odgovorne teme. Magazin kao vid podrške piše o problemima ugroženih kategorija ljudi iz bilo kojeg razloga: socijalnog, zdravstvenog, etničkog. Partneri magazina Karakter su Croatia Records i Nurdor.  

## Redakcija
- Glavni i odgovorni urednik: Nenad Čaluković
- Art direktor: Keja Mandić
- Urednik fotografije: Predrag Mitić
- Lektorka: Tatjana Lučev
- Marketing: Nenad Nedić
- Štampa: Rotografika

### Kolumnisti
Pisac Miljenko Jergović, novinar Zoran Panović, šefica Regionalnog predstavništva Evropske investicione banke za Zapadni Balkan Dubravka Negre, filmski kritičar Saša Radojević, satiričar Bojan Ljubenović, poverenica za zaštitu ravnopravnosti Brankica Janković, generalna direktorka marketinške kuće Represent Communications Tamara Jokanović.

### Stalni saradnice
Snežana Čongradin, Jelena Diković, Željka Zebić, Ljiljana Čvorović.